# Hum Do Hamare Do
Hum Do Hamare Do (en español: Dos de nosotros, dos de los nuestros) es una película de comedia dramática india en hindi de 2021 dirigida por Abhishek Jain y producida por Dinesh Vijan. La película cuenta con Rajkummar Rao, Kriti Sanon, Paresh Rawal y Ratna Pathak Shah en los papeles principales.  Aparshakti Khurana, Manu Rishi y Prachi Shah figuran en papeles secundarios. La historia trata sobre una pareja joven (interpretada por Rao y Sanon) deseosas de adoptar padres.
La película se estrenó en Disney + Hotstar el 29 de octubre de 2021.

## Trama
Dhruv Shikhar es un huérfano que solía trabajar en la dhaba de Purshottam. Después de algunos años, se convirtió en un emprendedor que se enamora de Anya Mehra, a quien conoció en el lanzamiento de su aplicación de realidad virtual. Pronto se hacen amigos y se encuentran un cierto número de veces. Se entera de que a ella le gustaría casarse con un chico con una familia dulce y un perro adoptado. También descubre que sus padres murieron en el incendio de un teatro cuando ella tenía siete años y vive con su tía y su tío. Con la ayuda de su mejor amigo Shunty y Shaadiram, intentó sin éxito encontrar padres falsos para formar una familia perfecta para Anya. Luego recordó acerca de Purshottam que se había ido a vivir a un hogar de ancianos en otra ciudad y fue a buscarlo. El intento de convertir a Purshottam en su padre falso fracasó, pero alguien le contó sobre su primer y último amor de su vida, Dipti Kashyap, con quien no pudo fugarse debido a su falta de confianza. Después de algunos intentos de persuadirla para que aceptara la oferta, finalmente accedió a actuar como su madre falsa después de que Shunty le recordara al niño pequeño que conoció en una dhaba. Purshottam también acordó actuar como su padre debido a Dipti. Pronto conocen a los padres de Anya y con pocas mentiras al intentar que parezca una verdadera familia, su matrimonio está arreglado. Desafortunadamente, debido a una revelación accidental de que Dhruv es un huérfano y su familia falsa, la familia de Anya cancela el matrimonio el día de sangeet. Después del fallido intento de matrimonio, los padres de Anya arreglan su boda con otra persona, por otro lado debido a que viven juntos durante tanto tiempo, Purshottam, Dipti y Dhruv comienzan a vivir como una familia real. Al ver el dolor de Dhruv, sus padres, Purshottam y Dipti fueron a disculparse con la familia Mehra y averiguar sobre su boda. Al final, debido al intento de la hermana menor de Anya de explicarle a Anya, finalmente se casa con Dhruv.

## Reparto
- Rajkummar Rao Tan Dhruv Shikhar
- Kriti Sanon Cuando Anya Mehra
- Paresh Rawal Tan Purushottam Mishra
- Ratna Pathak Shah Como Dipti Kashyap
- Mazel Vyas Como Kanika Mehra
- Aparshakti Khurana Cuando Sandeep Sachdeva aka Shunty
- Manu Rishi Chadha cuando Dr. Sanjeev Mehra
- Prachee Shah Paandya Como Rupa Mehra
- Mazel Vyas Como Kanika Mehra
- Saanand Verma Como Shadiraam
- Avijit Dutt Cuando Jagmohan Deewan, Dhruv  Jefe
- Shibani Bedi Cuando Tara, Shunty  mujer

## Producción
La fotografía principal comenzó el 30 de octubre de 2020 en Chandigarh.

## Recepción

### respuesta crítica
Saibal Chatterjee de NDTV le dio a la película 1,5 estrellas de 5 y escribió: "Rajkummar Rao tiene la tarea de rescatar a un protagonista mal escrito cuyos impulsos, compulsiones y decisiones bordean lo inexplicable". Rahul Desai de Film Companion escribió: "En algún lugar del interior, hay una bonita historia sobre la idea central de la familia, pero está demasiado enterrada para encontrarla". Shubham Kulkarni, autor de Koimoi otorgó 2.5 estrellas de 5 y escribió: "Es un recordatorio de por qué necesitamos traer de vuelta a los veteranos y darles personajes que puedan soplar". Prathyush Parasuraman de Firstpost otorgó una calificación de 3/5 y escribió: "Hum Do Hamare Do tiene bases débiles con detalles de personajes perezosos, pero se salva con una segunda mitad mejor". Shubhra Gupta de The Indian Express dio 1,5 estrellas y escribió: "Los únicos que ocasionalmente hacen débiles intentos por superar este embrollo son Ratna Pathak Shah y Paresh Rawal, y deberían haber tenido más que hacer". Stutee Ghosh de The Quint dio 2.5 estrellas y dijo: "Para una película que no pudo hacer que el hombre hiciera lo obvio y hablara, los creadores lograron regurgitar todos los demás tropos para hacer que la historia avanzara". Hiren Kotwani de The Times of India otorgó 3 estrellas de 5 y escribió: "Hum Do Hamare Do es un reloj decente ... pero si tan solo la segunda mitad hubiera sido más atractiva con algunas cucharadas más de humor".  Sukanya Verma de Rediff.com dio 2 estrellas y dijo: "Hum Do Hamare Do es el tipo de comedia romántica de trabajo urgente que va directo a la persecución después de tanto alboroto y de una manera tan aburrida, que pierde por completo el punto". Nayandeep Rakshit de Bollywood Bubble otorgó 3.5 estrellas de 5 y escribió: "La película tiene la combinación perfecta de las navras: sonríes, ríes, disfrutas y lloras, todo junto con ellas. Las canciones están bellamente ubicadas aunque no no es lo más destacado de la película ". Himesh Mankad de Pinkvilla le dio a la película 2.5 estrellas de 5 y escribió: "Hum Do Hamare Do está hecho con la intención correcta, sin embargo, la premisa tenía el potencial de más humor a través de la narrativa y requería un enfoque bastante matizado en términos de emociones. en los últimos 25 minutos ". Bollywood Hungama otorgó 2.5 estrellas y declaró: "HUM DO HAMARE DO se basa en una gran trama y excelentes actuaciones, pero el guión promedio y el clímax débil disminuyen el impacto".

## Banda sonora
La música de la película fue compuesta por Sachin – Jigar mientras que la letra fue escrita por Shellee.